# エルメンドルフ空軍基地
エルメンドルフ空軍基地（エルメンドルフくうぐんきち、英: Elmendorf Air Force Base）は、アラスカ州アンカレッジに位置するアメリカ空軍の基地である。2010年にアメリカ陸軍フォート・リチャードソンと統合され、エルメンドルフ・リチャードソン統合基地の一部となった。太平洋空軍隷下の第11空軍司令部が所在している。

## 所在部隊
第11空軍隷下
- 第673基地航空団（英語版）
  - 第673施設群[3]
    - 第673施設中隊
    - 第773施設中隊

  - 第673兵站即応群
    - 第673兵站即応中隊
    - 第773兵站即応中隊

  - 第673医療群[4]
    - 第673航空宇宙医学中隊
    - 第673歯科中隊
    - 第673医療運用中隊
    - 第673医療支援中隊
    - 第673入院管理中隊
    - 第673手術運用中隊

  - 第673任務支援群[5]
    - 第673通信中隊
    - 第673契約中隊
    - 第673福利厚生中隊
    - 第673警備中隊
- 第3航空団（英語版）
  - 第3作戦群（英語版）
    - 第90戦闘飛行隊（英語版） - F-22A
    - 第517空輸飛行隊（英語版） - C-12A、C-17A
    - 第525戦闘飛行隊（英語版） - F-22A
    - 第962空中航空管制飛行隊（英語版） - E-3F

  - 第3整備群
  - 第3医療群
  - 第3任務支援群
  - 航空団人事局

第10空軍隷下
- 第477戦闘群（英語版）
  - 第302戦闘飛行隊（英語版） - F-22A
  - 第477航空機整備中隊
  - 第477整備中隊
  - 第477施設中隊
  - 第477航空宇宙医学小隊
  - 第477任務支援小隊
  - 第477運用支援小隊
  - 第477福利厚生中隊

アラスカ空軍州兵
- 第176航空団（英語版）
  - 第176作戦群
    - 第144空輸飛行隊（英語版） - C-17A
    - 第176防空中隊（英語版）
    - 第210救難飛行隊（英語版） - HH-60G
    - 第211救難飛行隊（英語版） - HC-130J
    - 第212救難飛行隊（英語版）

  - 第176整備群
  - 第176医療群
  - 第176任務支援群
  - 第11救難調整センター
  - 第176航空団人事部

在アラスカアメリカ陸軍隷下
- 第25歩兵師団第4旅団戦闘チーム (空挺)（英語版）
  - 第40騎兵連隊（英語版）第1中隊
  - 第501歩兵連隊（英語版）第1大隊
  - 第509歩兵連隊（英語版）第3大隊
  - 第377野戦砲兵連隊（英語版）第2大隊
  - 第6旅団工兵大隊
    - 第716爆発物処理中隊

  - 第725支援大隊（英語版）
    - 第241需品中隊
- 第17戦闘維持支援大隊
  - 第4需品中隊
  - 第109輸送中隊
  - 第205モジュラー軍需品分遣隊
  - 第98支援整備中隊
  - 第486移動管制班
  - 第95化学中隊
  - 第545憲兵分遣隊
  - 第9軍楽隊
- アラスカ陸軍野戦支援大隊
- 第59通信大隊
  - 第307遠征通信大隊C中隊

アラスカ陸軍州兵隷下
- 統合軍司令部
  - 第207多機能訓練連隊
  - アラスカ陸軍州兵医療分遣隊
  - アラスカ陸軍州兵徴募保持大隊
- 第297地域支援群
  - 第208総合施工管理班
  - 第207公共事業工兵分遣隊
  - 第134広報分遣隊
  - 第297憲兵中隊
  - 第49人事分遣隊
- 第38航空支援コマンド
  - 第207航空連隊（英語版）第1大隊 - UH-60L
  - 第297歩兵連隊（英語版）第1大隊
  - 第100ミサイル防衛旅団（英語版）第49ミサイル防衛大隊
  - 第641航空連隊（英語版）第2大隊C中隊
  - 第104航空連隊（英語版）第2大隊G中隊
- 第103大量破壊兵器市民支援班

北アメリカ航空宇宙防衛司令部アラスカ管区

## 事故
1968年12月26日に、パンアメリカン航空114便（ボーイング707-320F）がエルメンドルフ空軍基地を離陸直後にフラップの出し忘れで墜落した。
2010年7月28日、数日後の航空ショーに向けて演技練習をしていたアメリカ空軍のC-17輸送機が離陸直後、急激な右旋回中に失速し墜落、乗員4人全員が死亡した（2010年のアラスカでのC-17機の墜落事故）。